# František Kobzík
František Kobzík (22. března 1914 Břeclav – 7. května 1944 Rudice) byl československý reprezentant ve veslování, voják a příslušník výsadku Carbon.

## Mládí
Narodil se 22. března 1914 v Břeclavi, otec Tomáš byl zámečníkem u státní dráhy, matka Františka, rozená Florusová byla v domácnosti, zároveň měl tři bratry a tři sestry. Po absolvování obecné a měšťanské školy v Břeclavi se vyučil zámečníkem a absolvoval tři ročníky odborné školy.
1. prosince 1936 nastoupil v Brně do základní vojenské služby. Od 15. listopadu do 8. ledna 1937 absolvoval poddůstojnickou školu. Z důvodu plnění reprezentačních povinností ve veslování byl následně převelen k 10. pěšímu pluku do Břeclavi; v kategorii osmiveslic byl v roce 1936 mistrem republiky, v témže roce se účastnil Letní olympiády v Berlíně. 1. října 1938 měl, již v hodnosti četaře odejít do zálohy., což se však vzhledem k probíhající mobilizaci stalo až 9. října 1938. Po odchodu z armády začal pracovat v původním zaměstnání u firmy F. Vaculíka v Břeclavi.

## V exilu
Po okupaci Čech a Moravy opustil 1. června 1939 Protektorát Čechy a Morava a přešel do Polska. Prezentován byl v Krakowě. Zde vstoupil do Cizinecké legie a odplul do Francie. Výcvik v legii prodělal v Sidi bel Abbes. Do československé zahraniční armády byl prezentován 26. září 1939. V hodnosti rotného byl po porážce Francie 13. července 1940 evakuován do Anglie.
Po prezentaci v Anglii byl zařazen k 2. pěšímu praporu. Do výcviku pro plnění zvláštních úkolů byl vybrán na jaře 1942. Od 21. února do 5. září 1942 prodělal na výcvikových stanicích kurz v sabotáži a paravýcvik. Po ukončení těchto kurzů byl zařazen do výsadku Carbon. Od 6. září 1942 až do 15. března 1943 prodělal s ostatními příslušníky desantu dokončovací výcvik a taktické cvičení s nočním seskokem. Pohotovost k nasazení do akce byla velením SOE zrušena a operace byly přeloženy až na podzim 1943. Od 3. května do 4. června byl školen jako strojní zámečník a se skupinou poté od 5. června do 30. září 1943 prodělal konspirační cvičení, kurz střelby a sabotáže, dále potom kurz přijímání skupin, dvě dokončovací cvičení a spojovací cvičení. 24. října 1943 s desantem opustil Londýn a 12. ledna 1944 dorazili do Itálie do vyčkávací stanice.

## Nasazení
Vysazeni byli 13. dubna 1944 ve 3 hodiny ráno v prostoru obcí Ratíškovice a Vacenovice. Sešel se pouze s Josefem Vancem. Postupně se dostali do Rudic, kde byli 7. května nalezeni na seníku majitelkou nemovitosti. Její manžel jejich přítomnost ohlásil starostovi a ten podal oznámení na četnické stanici. Četníci seník obklíčili a po krátké přestřelce Kobzík s Vancem spáchali střelnými zbraněmi sebevraždu. Těla odvezlo gestapo k pitvě a již se je nepodařilo objevit.

## Po válce
1. prosince 1945 byl in memoriam povýšen do hodnosti podporučíka pěchoty a zároveň na poručíka pěchoty (s účinností od 28. října 1945). 18. července 1948 byl povýšen na nadporučíka pěchoty. Jeho jméno je uvedeno na pamětní desce padlých občanů města na břeclavské radnici. Jeho sestra se později provdala za Josefa Černotu.

## Vyznamenání
- 1944 -  Pamětní medaile československé armády v zahraničí se štítky Francie a Velká Británie
- 1945 -  Československý válečný kříž 1939